# 大江麻衣
大江 麻衣（おおえ まい、1983年 - ）は、日本の現代詩人である。

## 経歴
三重県四日市市市出身、在住。愛知淑徳大学大学院文化創造研究科創造表現専攻を修了し、修士（学術）の学位を得る。大学院では文芸評論家の清水良典に学び、そのころは小説を志していたが、親しい友人が詩作をしていたのがきっかけで、徐々に現代詩へも興味を持ち始めたという。卒業後には夏休みのカルチャーセンターで荒川洋治に学んだ。2008年ごろから詩作を始め、2010年には私家版の詩集『道の絵』が中原中也賞候補に挙がった。受賞には至らなかったものの選考委員の高橋源一郎に注目され、その高橋の推薦により、「昭和以降に恋愛はない（12の詩篇）」が『新潮』（2010年7月号）へと掲載され、商業誌にデビューした。彼女の作品について高橋は、「みんなが『書きたい詩』を書いている中で、大江さんは『書かれるべき詩』を書いたのだ、という思いが強い」と高く評価している。

## 受賞歴（候補含む）
- 2010年『道の絵』で第15回中原中也賞候補。
- 2012年『にせもの』で第20回萩原朔太郎賞候補。
- 2013年『にせもの』で第46回小熊秀雄賞受賞。

## 作品リスト

### 詩集
- 『道の絵』 (2009年、私家版詩集)
  - 19篇のうち12篇が「昭和以降に恋愛はない」として『新潮』第107巻第7号に掲載。
- 『にせもの 鹿は人がいないところには行かない』 (2012年8月、紫陽社)
- 『変化（へんげ）』 (2015年10月、マイナビ出版)
  - マイナビBOOKS「ことばのかたち」にて、2014年9月17日から2015年1月7日まで連載した詩作品を収録（全16回）。

### 雑誌等掲載
詩作品
- 『新潮』2010年7月号 : 「昭和以降に恋愛はない」掲載
- 『現代詩手帖』（思潮社）2012年4月号 : 作品とエッセイ 寄稿
- 『ユリイカ』2013年6月号 : 「黒塚」寄稿
- 『ユリイカ』2014年4月号 : 「待乳山」寄稿
- 『地上十センチ』 (第9号 詩誌) (和田まさ子/主宰、2015年2月) : 「テレビの犬」 寄稿
  - 『現代詩手帖』2015年12月号 (現代詩年鑑2016) (思潮社、2015年12月) 「アンソロジー 2015年代表詩選140篇」 に再録。
- 『現代詩100周年』（TOLTA、2015年10月） ： 「鬼哭」寄稿
- 『文藝春秋』2016年4月号 : 「さる」寄稿
- 『現代詩手帖』2016年8月号 : 「踏み絵」寄稿
- 『現代詩手帖』2016年12月号 (現代詩年鑑2017) (思潮社、2016年12月) 「アンソロジー 2017年代表詩選140篇」 ：「降雪」収録
- 『ユリイカ』2017年8月号 : 「初瀬姫」寄稿
- 「花椿」今月の詩（資生堂WEBサイト、2018年4月9日）：「あたらしい音」寄稿
- 『バル』第6号（吉田知子編纂、2019年10月）：「知らぬ名」寄稿
- 『詩とファンタジー』No.41（かまくら春秋社、2020年7月）：「栽培」寄稿

エッセイなど
- 『ユリイカ』2013年5月号（青土社） : 「死に絵」（エッセイ）寄稿
- 『なごや古本屋案内』 (シマウマ書房&鈴木創/編著、2013年10月、風媒社) : 「誰かの恋」(エッセイ) 寄稿
- 『群像』2014年10月号 : 「トレブリンカの入れ歯」（エッセイ）寄稿
  - 後に『ベスト・エッセイ = THE BEST ESSAY 2015』 （日本文藝家協会/編、2015年6月、光村図書出版）に収録。
- 『季刊文科』68号（2016年4月、鳥影社） : 「再会」（エッセイ）寄稿
- 『現代詩手帖』2017年1月号、10月、11月号: 「詩を生きる地」寄稿
- 『現代詩手帖』2017年9月号 : 平田俊子『低反発枕草子』の書評 寄稿

## 記事
- 「ツイッターが登場させた詩人」 : 『東京新聞』2010年6月10日夕刊「大波小波」